# Râul Urloiu
Râul Urloiu este un curs de apă, afluent al râului Șasa.  

## Hărți
- Harta Munții Cozia [nefuncțională – arhivă]